# Село имени Алькея Маргулана
Село имени Алькея Маргулана (каз. Әлкей Марғұлан ауылы, до 2006 года — Коктобе) — село в Павлодарской области Казахстана. Расположено на трассе канала Иртыш — Караганда, в 145 км к юго-западу от Экибастуза и в 240 км к юго-западу от Павлодара. Находится в подчинении городской администрации Экибастуза. Административный центр и единственный населённый пункт сельского округа им. Алькея. Код КАТО — 552243100.

## История
Село Коктобе было центральной усадьбой бывшего овцеводческого совхоза «Степной», образованного в 1962 году.
До 1972 года село находилось в Баянаульском районе.
В 2006 году село Коктобе было переименовано в село имени академика Алькея Маргулана.

## Население
В 1985 году в селе проживало 1209 человек. В 1999 году население села составляло 798 человек (419 мужчин и 379 женщин). По данным переписи 2009 года, в селе проживало 505 человек (279 мужчин и 226 женщин).